# Joanna Jakimiuk
Joanna Jakimiuk, née le 24 août 1975 à Wrocław, est une escrimeuse polonaise, pratiquant l'épée.

## Palmarès

### Jeux olympiques d'été
- 1996 à Atlanta
  - 21e en épée individuel

### Championnats du monde
- Médaille d'or en individuel en 1995 à La Haye
- Médaille de bronze par équipe en 1994 à Athènes

### Championnats d'Europe
- Médaille de bronze en équipes en 1998 à Plovdiv